# Leszek Możdżer

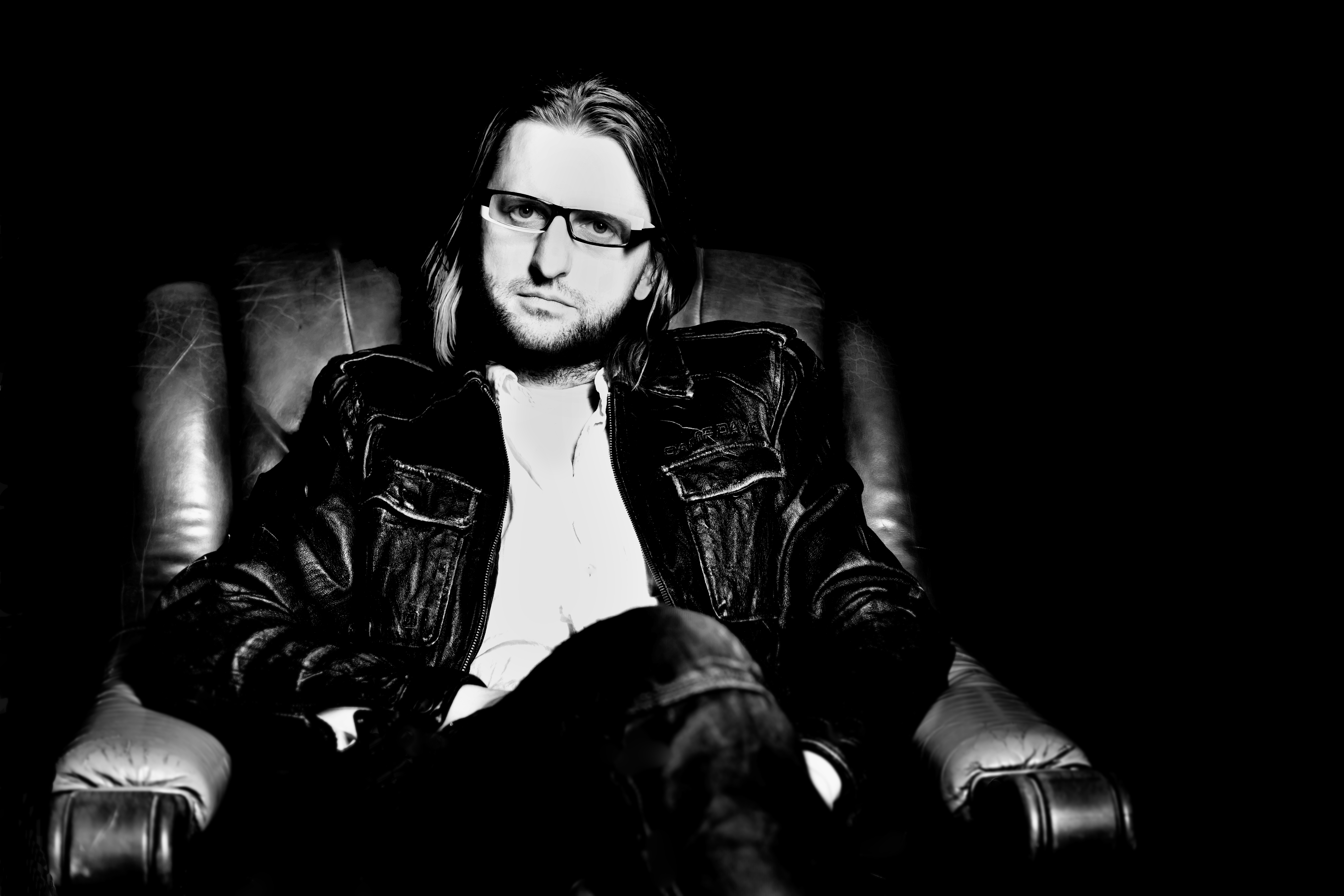

Leszek Możdżer, né Lesław Henryk Możdżer à Gdansk le 23 mars 1971, est un pianiste de jazz et compositeur polonais.

## Carrière
Leszek Możdżer joue du piano dès l’âge de cinq ans. Il fait un parcours complet en éducation musicale jusqu’à l’obtention le diplôme du Conservatoire Stanislaw Moniuszko à Gdańsk en 1996. Venu assez tardivement au jazz, à l'âge de 18 ans, il s'y initie avec le groupe d’Emil Kowalski (clarinettiste). Mais ses vrais débuts ont lieu lors de sa première apparition en public avec le groupe Miłość (« Amour ») en 1991. Un an après, il est primé à l'International Jazz Competition Jazz Juniors '92 qui se tient à Cracovie.
Leszek Możdżer fait partie du Zbigniew Namysłowski Quartet. Il compose pour des projets de théâtre et collabore avec des compositeurs pour le cinéma, Jan Kaczmarek et Zbigniew Preisner. Avec le contrebassiste suédois Lars Danielsson et le batteur israélien Zohar Fresco, il crée un trio de jazz.
Il a enregistré 80 albums comme sideman et a fait le tour de tous les pays européens. Il a également donné des concerts aux États-Unis, au Kazakhstan, au Kirghizistan, en Argentine, au Brésil, au Canada, en Uruguay, au Chili et en Malaisie.
Możdżer a été invité à collaborer avec les artistes suivants : David Gilmour, Marcus Miller, John Scofield, Jacek Olter, Zbigniew Namysłowski, Lester Bowie, Adam Pierończyk, Kazik Staszewski, Michał Urbaniak, Tomasz Stańko, Lipali, Phil Manzanera, Anna Maria Jopek, Eldo, Bończyk & Krzywański, L.U.C, Janusz Radek, David Friesen, Olo Walicki, Andrzej Olejniczak, Adam Klocek, Tymon Tymański, Lars Danielsson, Motion Trio, Behemoth.

## Discographie
Albums
- Chopin - impressions (1994)
- Talk to Jesus, considéré comme album de l’annee 1996 selon la revue polonaise Jazz Forum (1996)
- Facing the Wind, en duo avec un contrebassiste américain David Friesen (1996)
- Chopin Demain-Impressions (1999)
- Makowicz vs Możdżer, au Carnegie Hall (2004)
- Piano (2004)
- Możdżer, Danielsson, Fresco – The Time, double disque de platine deux mois après sa publication (2005)
- Możdżer, Danielsson, Fresco – Between Us And The Light, double disque de platine deux mois après sa publication (2006)
- Pasodoble (Pasodoble, avec Lars Danielsson & Leszek Możdżer (2007)
- Firebird V11, avec Phil Manzanera (2008)
- Kaczmarek by Możdżer (2010) Prix Frédéric album de l’annee 2010 de l'Académie Phonographique
- Komeda (2011) double disque de platine
- Możdżer, Danielsson, Fresco – Polska (2013)

Albums live
- Live in Sofia, avec Adam Pierończyk (choisi par les lecteurs de la revue polonaise Jazz Forum comme album de l’annee 1998 (1997)
- Live in Ukraine 2003

DVD
- Możdżer Danielsson Fresco LIVE CD&DVD (2007)

## Récompenses et distinctions
- Paszport Polityki
  - 2004 Lauréat dans la catégorie Scène